# Pentacerotidae

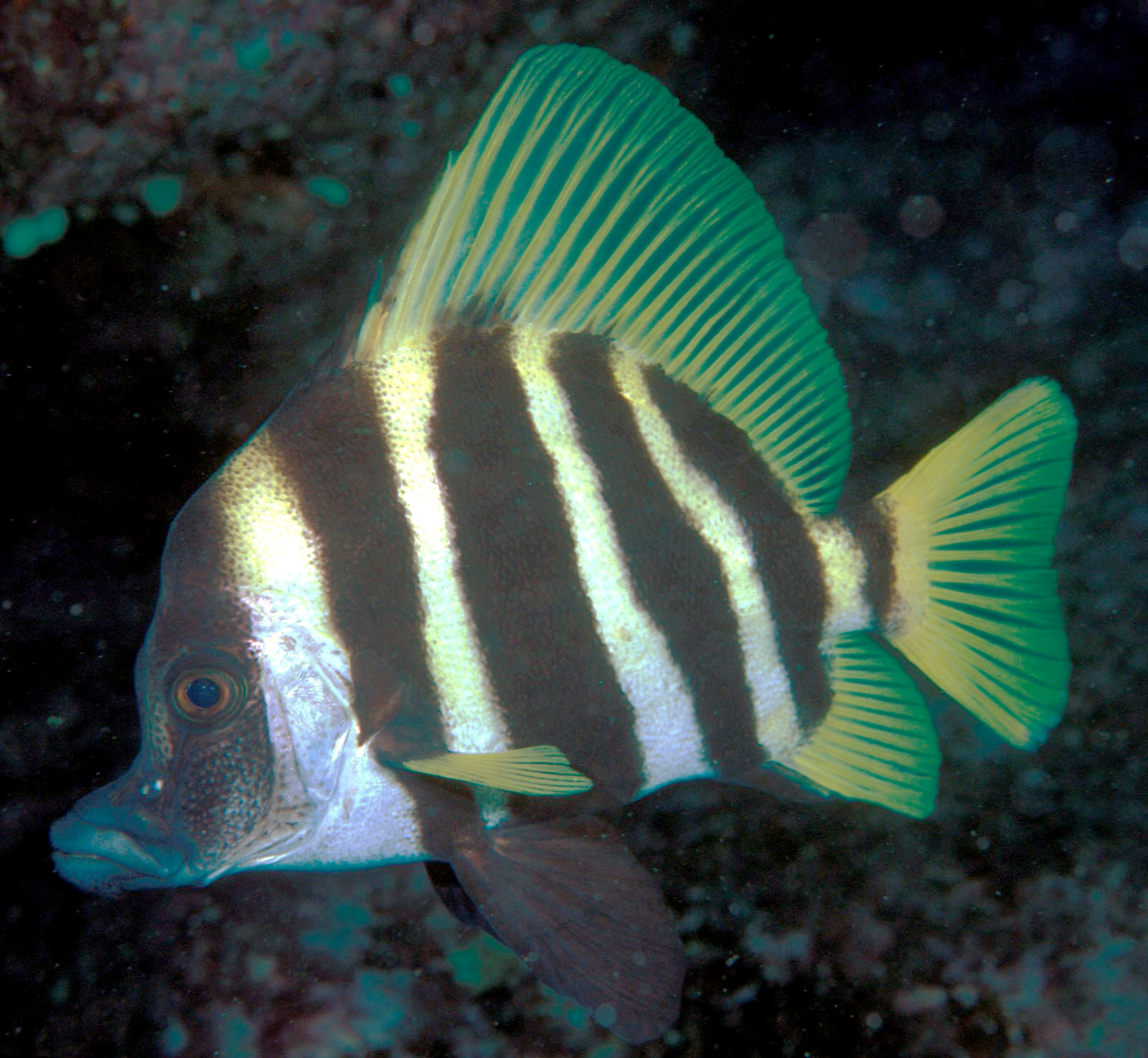
Pez jabalí o Espartano vela amarilla (Evistias acutirostris)

Los espartanos (familia Pentacerotidae) es una familia de peces marinos incluida en el orden Perciformes. Se distribuyen por los océanos Índico, Pacífico y sudoeste del Atlántico.
Tienen el cuerpo fuertemente comprimido con pequeñas escamas, con los huesos de la cabeza expuestos y estriados. La aleta dorsal tiene de 4 a 14 espinas fuertes y varios radios blandos, 2 a 5 espinas fuertes en la aleta anal y aletas pélvicas grandes con una espina larga.
Se encuentran fundamentalmente en las laderas profundas, montes marinos y pelágicos, mientras que pueden aparecer en la superficie en las zonas templadas, donde se le pesca para su uso como alimento.

## Géneros y especies
Existen 14 especies agrupadas en 7 géneros:
- Género Evistias (Jordan, 1907)
  - Evistias acutirostris (Temminck y Schlegel, 1844) Pez jabalí o Espartano vela amarilla.[2]

- Género Histiopterus (Temminck y Schlegel, 1844)
  - Histiopterus typus (Temminck y Schlegel, 1844) - Botellón velero.

- Género Parazanclistius (Hardy, 1983)
  - Parazanclistius hutchinsi (Hardy, 1983)

- Género Paristiopterus (Bleeker, 1876)
  - Paristiopterus gallipavo (Whitley, 1944)
  - Paristiopterus labiosus (Günther, 1872)

- Género Pentaceropsis (Steindachner en Steindachner y Döderlein, 1883)
  - Pentaceropsis recurvirostris (John Richardson, 1845)

- Género Pentaceros (Cuvier en Cuvier y Valenciennes, 1829)
  - Pentaceros capensis (Cuvier en Cuvier y Valenciennes, 1829)
  - Pentaceros decacanthus (Günther, 1859)
  - Pentaceros japonicus (Steindachner, 1883)
  - Pentaceros quinquespinis (Parin y Kotlyar, 1988)

- Género Pseudopentaceros (Bleeker, 1876 )
  - Pseudopentaceros pectoralis (Hardy, 1983)
  - Pseudopentaceros richardsoni (Smith, 1844)
  - Pseudopentaceros wheeleri (Hardy, 1983)

- Género Zanclistius (Jordan, 1907)
  - Zanclistius elevatus (Ramsay y Ogilby, 1888)